# Henryk Witaczek

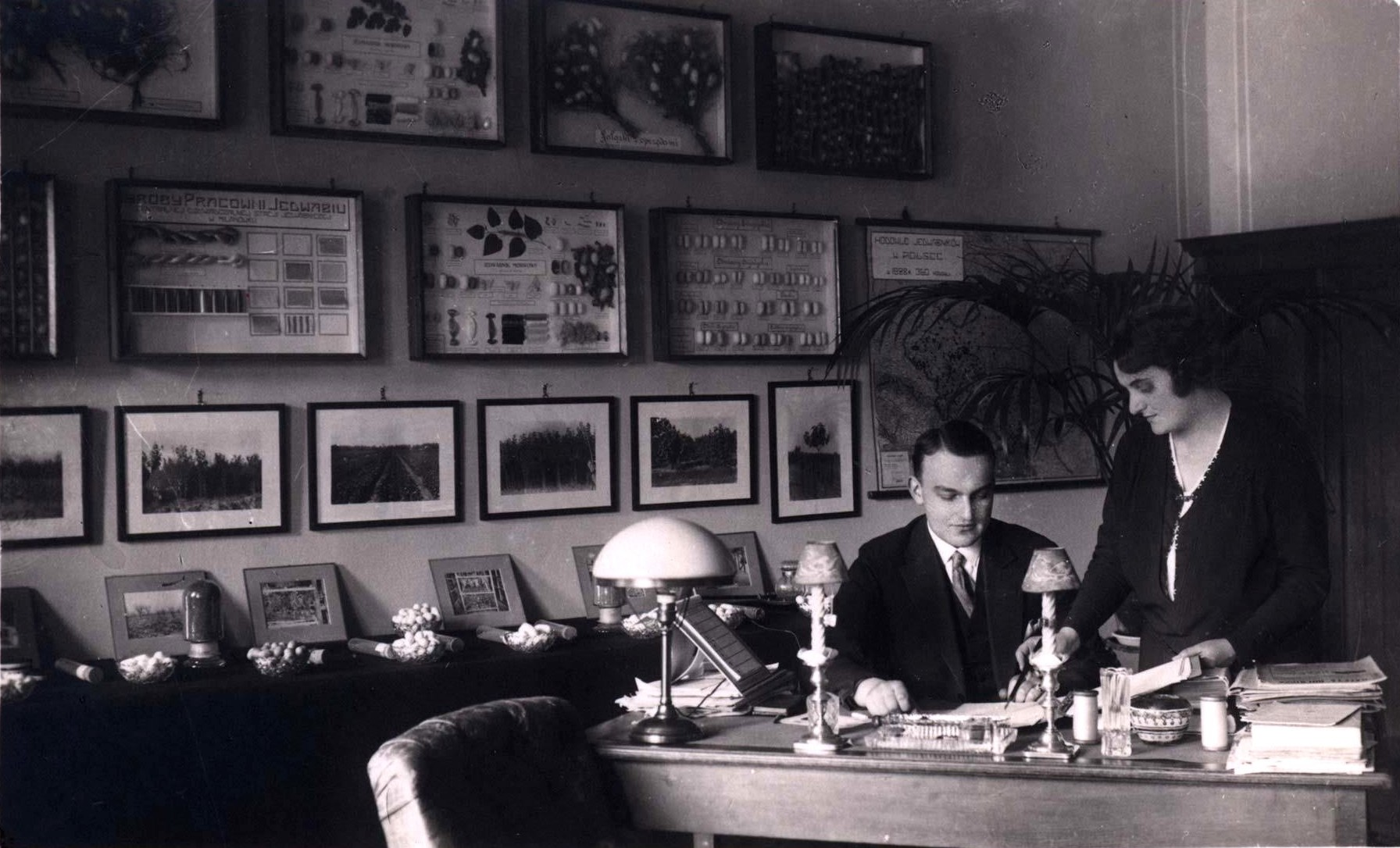
Henryk Witaczek w towarzystwie swej siostry Stanisławy, Milanówek, ca 1925–1930

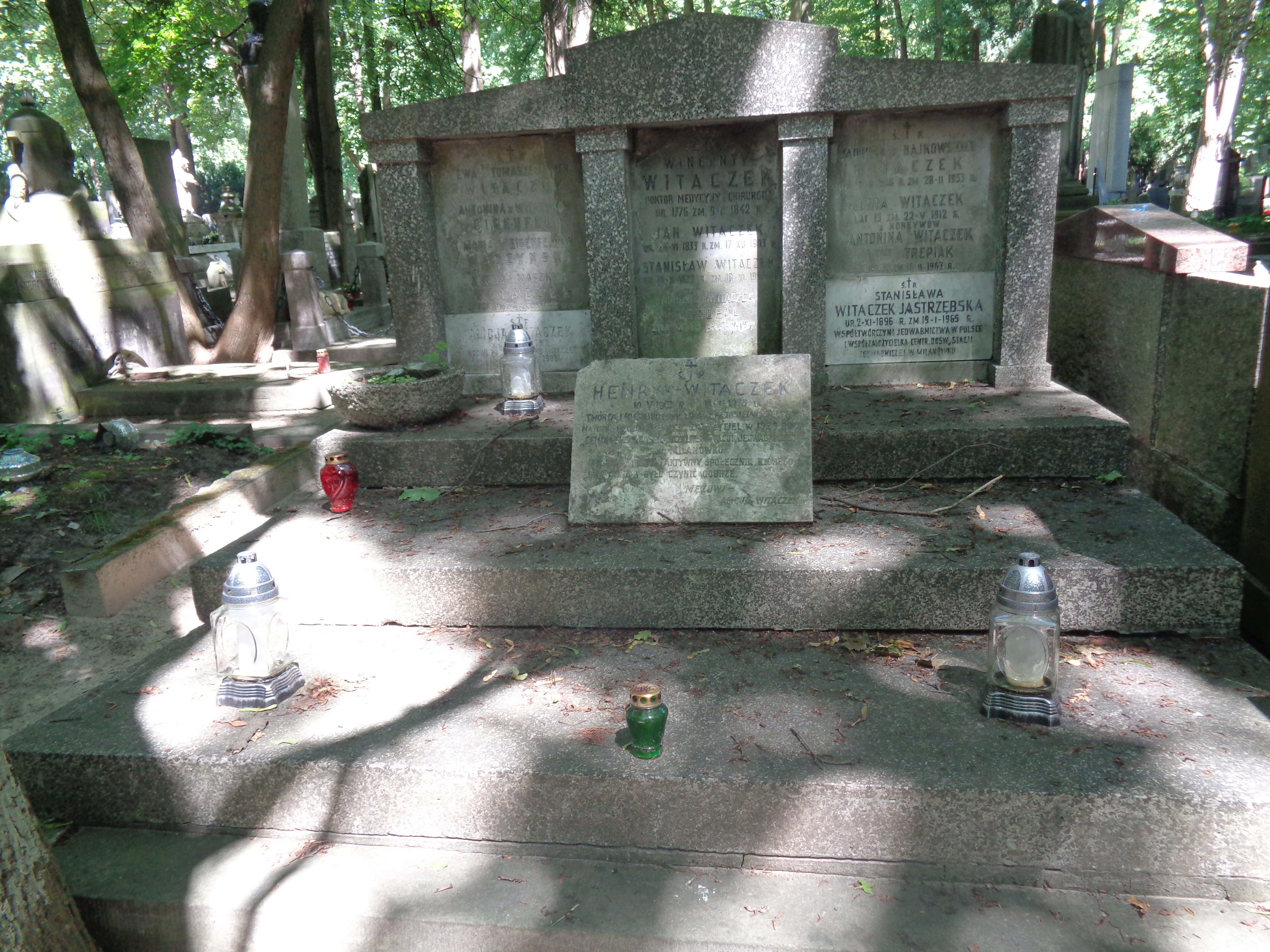
Grób Henryka Witaczka na cmentarzu Powązkowskim

Henryk Witaczek (ur. 10 maja 1901 w Warszawie, zm. 11 stycznia 1978) – przemysłowiec, przedsiębiorca, innowator i pionier w dziedzinie jedwabnictwa w Polsce.

## Młodość i nauka w Gruzji (do 1920)
Jego rodzicami byli Stanisław (urzędnik kolejowy) i Jadwiga z Bajkowskich Witaczek. Henryk uczęszczał w Warszawie do szkoły im. Mikołaja Reja, nie mógł jej jednak ukończyć, ponieważ w wyniku wybuchu w 1914 roku I wojny światowej jego rodzice wraz z obojgiem dzieci – Henrykiem i Stanisławą (1897–1965), zostali ewakuowani w głąb imperium rosyjskiego i w następnym roku znaleźli się w Gruzji, gdzie pozostawali do roku 1921. Tam Henryk kontynuował naukę w gimnazjum filologicznym, które ukończył w 1919 roku, by następnie podjąć studia na wydziale ekonomii Politechniki w Tyflisie. Jeszcze przed powrotem do Warszawy, lecz po ukończeniu gimnazjum w 1919 roku Henryk odbył – jak to określił w swym życiorysie – „specjalny kurs hodowli jedwabników i morwy oraz produkcji jajeczek jedwabnika systemem Pasteura w Państwowej Stacji Jedwabniczej na Kaukazie Południowym w Tyflisie.” Po ukończeniu kursu podjął pracę, jako robotnik niewykwalifikowany, w zarządzanej przez swego ojca fabryce jedwabiu, działającej przy Kaukaskiej Doświadczalnej Stacji Jedwabniczej. Zapoznał się tam kolejno ze wszystkimi fazami produkcji – „począwszy od rozwijania oprzędów jedwabnych, a skończywszy na tkaniu i farbowaniu przędz i tkanin”.

## Działalność w odrodzonej Polsce (1921–1939)
Znalazłszy się w 1921 roku w Warszawie studiował na Wydziale Prawa Uniwersytetu Warszawskiego. Równolegle ze studiami prawniczymi, Henryk Witaczek podjął próby zainteresowania władz odrodzonego Państwa Polskiego i krajowych środowisk gospodarczych rozwojem jedwabnictwa. Kiedy próby te okazały się bezskuteczne, a nawet spotykały się z ostrą krytyką – postanowił zaangażować się w samodzielne rozwijanie jedwabnictwa w Polsce. Rozpoczął – wraz ze swą siostrą Stanisławą (z wykształcenia biologiem) od rozpoznania stanu istniejących nasadzeń morwy, aby następnie przejść do eksperymentalnego wychowu jedwabników na starym drzewostanie morwy w kilku regionach kraju. Pozytywne wyniki tych eksperymentów były zachętą do zaangażowania wysiłków w szkółkarstwo morwy i w 1924 roku doprowadziły do założenia wspólnie z siostrą Stanisławą Centralnej Doświadczalnej Stacji Jedwabniczej (CDSJ). Jej początkową siedzibą był dom przy ul. Piasta 13 w Milanówku (willa „Józefina” p. Wilsona, gdzie mieszkała wówczas rodzina Witaczków).
CDSJ miała – według swych twórców – realizować cele zakreślone podobnie, jak wielu analogicznych, lecz państwowych placówek w różnych krajach rozwijających jedwabnictwo, a mianowicie:
- „tworzenie naukowych podstaw dla jedwabnictwa krajowego poprzez badania nad różnymi rasami jedwabnika i ich hodowlą w warunkach polskich,
- badania nad surowcem i włóknami jedwabnymi,
- badania nad różnymi odmianami morwy, jej uprawą, doskonaleniem i eksploatacją.”[7]

Ponadto wśród celów działalności CDSJ znalazły się: instruktaż i szeroko i ambitnie pojęta popularyzacja jedwabnictwa w skali ogólnokrajowej (kursy instruktorskie, szkolenia w dziedzinie uprawy morwy i hodowli jedwabników, działalność wydawnicza w formie podręczników, ulotek, plakatów, konkursów, działalność doradcza, odczytowa itp.). Naczelne kierownictwo Stacji sprawował Henryk Witaczek, zaś jego siostra Stanisława prowadziła odczyty na kursach instruktorów jedwabnictwa uczestnicząc zarazem w wydawanych przez CDSJ opracowaniach dotyczących jedwabnictwa.
Trzeba zwrócić uwagę, że inicjatywa podjęta przez rodzeństwo Henryka i Stanisławę Witaczek była kontynuacją wielopokoleniowych zainteresowań jedwabnictwem w rodzinie ich matki Jadwigi z Bajkowskich. Zaangażowany w tę problematykę był bowiem już jej dziadek inżynier Rudolf Gillem, który był akcjonariuszem Spółki Jedwabniczej powstałej w Warszawie w 1853 r., a następnie wspomniana jego wnuczka Jadwiga, która w 1890 r. z jego namowy ukończyła kurs jedwabnictwa (zorganizowany w Muzeum Pszczelarstwa w Warszawie). Pozytywne wyniki działalności popularyzatorskiej jedwabnictwa prowadzonej przez rodzeństwo Witaczków znalazły wyraz w rosnącej podaży surowca w postaci kokonów jedwabnika do przerobu. W ówczesnej sytuacji CDSJ okazała się jedynym ośrodkiem popytu na ten surowiec. Jego przetwarzanie odbywało się na zaprojektowanych przez Henryka Witaczka urządzeniach do obróbki (rozwijania i skręcania) włókna oraz na drewnianych krosnach tkackich (1927 rok).
Stopniowa poprawa koniunktury rynkowej, wzrost popytu na wysokojakościowe wyroby Stacji i rosnąca skala jej działalności, stały się podstawą uprzemysłowienia i modernizacji procesów wytwórczych, a także zainteresowania władz i administracji rządowej (różnych resortów), samorządowej, organizacji społecznych itd. Wyrazem wspomnianego zainteresowania była wizyta Prezydenta RP złożona w CDSJ 2 czerwca 1930. Rozszerzoną działalność, przy zatrudnieniu ponad 100 osób pracujących na nowoczesnym sprzęcie, stacja prowadziła już w nowej siedzibie, przy ul. Brzozowej w Milanówku (1930). Pozwoliło to nie tylko na wzrost ilości i wartości wytwarzanych produktów, lecz także ich różnorodności, na którą składały się tkaniny przeznaczone do szycia sukien, koszul, bielizny, jak również różnorodne atłasy, tafty, szaliki, apaszki, szale męskie, krawaty żakardowe, kolorowe chusteczki do butonierki i wiele innych. W drugiej połowie lat 30. XX wieku – oferta rozwijającej się fabryki została wzbogacona o tkaniny techniczne z jedwabiu naturalnego). Był to dla CDSJ i jej przedsiębiorczych założycieli szczytowy okres pomyślności, kiedy to (1938) Stacja zatrudniała 137 pracowników, dysponowała kapitałem zakładowym 150 tys. zł i parkiem 42 maszyn, jak również siecią 6 sklepów fabrycznych w kilku polskich miastach. Sukces handlowy Stacji był możliwy dzięki aktywnej promocji jej produktów na licznych wystawach i targach krajowych (m.in. w Poznaniu i we Lwowie), a także – międzynarodowych (wystawa „Sztuka i Technika” w Paryżu w 1937 r.)
Oprócz okoliczności zewnętrznych, podstawą dynamicznego rozwoju CDSJ były niewątpliwie kompetencje zarządu Stacji w osobach Henryka Witaczka i jego siostry Stanisławy, która – chociaż biolog z wykształcenia – z czasem podjęła się pełnienia w CDSJ funkcji związanych z wzornictwem przemysłowym (co odpowiadało jej zamiłowaniom i uzdolnieniom plastycznym)

## Okres okupacji niemieckiej (1939–1945)
Piękną kartą w działalności Henryka Witaczka są jego zasługi dla konspiracji niepodległościowej w okresie okupacji niemieckiej (1939–1945), a także pomoc uchodźcom z popowstaniowej Warszawy (w latach 1944–1945). W latach okupacji CDSJ funkcjonowała bowiem nadal pod kierownictwem Henryka Witaczka, chociaż pod nadzorem komisarza wyznaczonego przez władze okupacyjne, które traktowały Stację jako zakład specjalny. Henryk Witaczek skutecznie wykorzystywał możliwości, jakie pojawiły się w tej sytuacji. Zakład dysponował bowiem transportem samochodowym (niedostępnym powszechnie), ale przede wszystkim możliwością zatrudniania, a nawet wystawiania fałszywych dokumentów pracy, zabezpieczających pracowników (niekiedy fikcyjnych) przed łapankami ulicznymi, wywiezieniem do obozu koncentracyjnego itp. H. Witaczek udzielał również aktywnej pomocy dla działalności partyzanckiej AK. W podziemiach pracowni CDSJ wytwarzano bowiem na użytek AK piorunian rtęci, tj. detonator do spłonek do granatów („sidolówek”).
Szczególne możliwości pomocy przez H. Witaczka działalności konspiracyjnej i osobom represjonowanym, wystąpiły po wejściu w posiadanie przez Stację opuszczonego majątku w Żółwinie (koło Podkowy Leśnej). Nastąpiło to na polecenie niemieckiego komisarza. Jednak Henryk Witaczek zakupił go potajemnie ryzykując życiem od ukrywającego się właściciela Henryka Natansona. Chociaż formalnie miał on służyć jedynie uprawie morwy, to jednak w rzeczywistości Henryk Witaczek udostępniał go licznym prześladowanym przez władze okupacyjne uchodźcom z wcielonych do Rzeszy Niemieckiej terenów Wielkopolski, a także uciekinierom z Kresów Wschodnich, a wreszcie uchodźcom z popowstaniowej Warszawy. Z gościny w majątku Żółwin korzystały między innymi tak wybitne osobistości, jak literatki: Maria Dąbrowska, Ewa Szelburg-Zarembina, Anna Kowalska, prozaik, dziennikarz, dramaturg Stefan Krzywoszewski, a wreszcie podróżnik-pisarz i dyplomata Ferdynand Ossendowski, który tamże umarł 3 stycznia 1945 – tj. na 2 tygodnie przed wejściem Armii Czerwonej.
Jak wyżej wspomniano, zasługi Henryka Witaczka nie ograniczały się do pomocy pojedynczym osobom zagrożonym aresztowaniem lub znajdującym się w trudnej sytuacji materialnej (tymczasowe zakwaterowanie, zaopatrzenie w odzież, opieka lekarska), lecz miały szerszy zasięg obejmujący działalność konspiracyjną i pomoc dla wielu zagrożonych lub prześladowanych grup ludzi i instytucji (np. ratowanie dzieci z Zamojszczyzny, pomoc dla tajnego Liceum Ogólnokształcącego w Milanówku, uratowanie w części wyposażenia Szpitala Dzieciątka Jezus z popowstaniowej Warszawy, dzięki czemu szpital mógł nadal funkcjonować, schronienie na terenie CDSJ dla Sierocińca ks. Baudouina, wyrzuconego z Warszawy w 1944 r. i wiele innych).
W związku ze wspomnianą ewakuacją po powstaniu warszawskim sierocińca ks. Baudouina z Warszawy na teren Stacji w Milanówku warto przytoczyć opublikowane w PIW fragmenty wspomnień dr Wierzbowskiej: „W czasie Powstania Warszawskiego w końcu sierpnia 1944 roku otrzymałam rozkaz z niemieckiej komendy wojskowej ewakuacji Zakładu...Zakład miał w tym czasie pod swoją opieką około 400 dzieci w wieku od kilku miesięcy do czterech lat... kilkadziesiąt matek oraz personel opiekuńczy i administracyjny. Ewakuacja miała nastąpić w ciągu 24 godzin pod groźbą zbombardowania i spalenia budynków... cały 27 sierpnia spędziłam w Milanówku na poszukiwaniu odpowiedniego budynku... trafiłam do Centralnej Stacji Jedwabniczej, której dyrektorem był obywatel Henryk Witaczek. Dyrektor dowiedziawszy się o tragicznej sytuacji wyraził natychmiast gotowość przyjścia z pomocą. Odstąpił Zakładowi budynek nowo wybudowanego magazynu tkanin z centralnym ogrzewaniem oraz ogromną, nową halę. Zarządził opróżnienie wymienionych pomieszczeń, tak iż w ciągu 48 godzin mogliśmy umieścić tam dzieci, matki, personel w liczbie około 500 osób... Z tej niespotykanej wprost gościnności Zakład korzystał do końca listopada 1944 roku... Stwierdzam, że dyrektor Witaczek uratował życie kilkuset dzieci i ocalił zastęp pracowników Domu Ks. Boduena przed grożącą im zsyłką do obozów i ewentualną śmiercią......leczenie odbywało się całkowicie na koszt obywatela Witaczka...wszystkie leki były dawane bezpłatnie, niejednokrotnie bardzo kosztowne, jak na przykład zastrzyki złota, a również i drogie odżywki witaminowe dla dzieci pracowników... ...Witaczek przyjął w Żółwinie na mieszkanie, około dwustu osób, lokując ich w domu żółwińskim, w szkole i w wielu wynajętych w tym celu mieszkaniach we wsi Żółwin. Wielką pomoc okazywał wówczas ob. Witaczek wszystkim okolicznym szpitalom: w Podkowie Leśnej, w Milanówku, Pruszkowie, Grodzisku, dostarczając im wielkie ilości bielizny dla chorych wygnańców, środki opatrunkowe, jak watę i gazę, bandaże specjalnie wyrabiane w tkalni Stacji Jedwabiu Naturalnego w Milanówku....Witaczek nie czekał, aż go poproszono, lecz sam organizował ludziom pomoc, sam ich wyszukiwał po stodołach chłopskich, sam wyławiał chorych po wsi, sam przywoził do Żółwina staruszki i matki z dziećmi spotkane na drodze, wygnane z Warszawy...”.

## Represje, walka o przetrwanie i schyłek w Polsce Ludowej (1945–1978)
Kolejny rozdział w działalności Henryka Witaczka rozpoczął się wraz z wejściem Armii Czerwonej 17 stycznia 1945. Wielka popularność, jaką się cieszył w społeczności Milanówka, a zwłaszcza wśród pracowników Stacji sprawiła, że – chociaż przeszła ona pod „Tymczasowy Zarząd Państwowy” – to nowo ustanowione władze PKWN powierzyły mu jej „tymczasowe kierownictwo” (co nastąpiło 18 stycznia 1945). Pełnił tę funkcję jeszcze przez okres niemal 4 lat (do końca 1948) pozostawiając po sobie liczne cenne – zwłaszcza dla społeczności Milanówka – inicjatywy, jak na przykład utworzona po wojnie drużyna piłkarska „Jedwabnik”, zespoły sportowe i teatr amatorski, a także założone w Otmuchowie (na Dolnym Śląsku), szkółki morwowe oraz Technikum Jedwabnicze dla sierot wojennych (co uratowało również zlokalizowany tam zamek przed rabunkiem i dewastacją).
Tolerowanie na stanowisku kierowniczym osoby określanej przez ówczesny reżim jako „element reakcyjny”, „wrogi”, „obcy klasowo” etc. było przypadkiem wyjątkowym. Sens tych sformułowań – mimo wspomnianych zasług – ujawnił się jednak już wkrótce. Podczas przeprowadzonej we wrześniu 1946 roku reorganizacji zmieniono bowiem strukturę organizacji i zarządzania Przedsiębiorstwem wprowadzając model biurokratyczny – charakterystyczny dla „uspołecznionej” gospodarki socjalistycznej. W roku następnym zmieniono nazwę przedsiębiorstwa na: Zakłady Jedwabiu Naturalnego „Milanówek”. Równocześnie wprowadzono istotne zmiany w dystrybucji wyrobów wydając nakaz likwidacji sklepów firmowych „Milanówek” i przekazując zbyt państwowej jednostce handlowej. W 1948 roku (10 marca) nastąpiło „uspołecznienie” (przejęcie na własność Państwa) Zakładów, a następnie definitywne usunięcie rodzeństwa Witaczków z zarządu Przedsiębiorstwa. W czerwcu tegoż roku Stanisławie Witaczek odmówiono paszportu w związku z jej zaproszeniem na I Congres International dela Sole w Lyonie (określanym niekiedy jako „światowa stolica jedwabiu”), 26 czerwca Henryk Witaczek został odwołany ze stanowiska naczelnego dyrektora Zakładów i powołany na stanowisko dyrektora Instytutu Doświadczalnego Jedwabiu Naturalnego (co było równoznaczne ze zwolnieniem z tego stanowiska Stanisławy Witaczkówny), ale już 20 października nastąpiło odwołanie H. Witaczka ze stanowiska dyrektora tego Instytutu.
Prześladowania, którym był poddany przez totalitarny zbrodniczy system komunistyczny nie zakończyły się jednak pozbawieniem go własności i stanowiska. Oto bowiem w październiku 1951 roku Henryk Witaczek został skazany na 8 lat więzienia. W rezultacie został osadzony w osławionej „Gęsiówce” (Centralne Więzienie Warszawa II Gęsiówka), gdzie – jak wspominali współwięźniowie – nie uległ złamaniu, lecz wykazywał wrodzoną aktywność swego usposobienia organizując im zajęcia. Zwolniony został stamtąd w roku 1953 na podstawie amnestii.
Choć w tej sytuacji oczywiście nie powrócił do pracy w milanowskich Zakładach jedwabniczych, to jednak jego aktywne usposobienie i pomysłowość skłoniły go do zaangażowania się w interesującą, chociaż w niewielkiej skali, przedsiębiorczość w środowisku wiejskim (w miejscowości Wyprys koło Mszczonowa). Była to nieduża plantacja papryki, owoców i jarzyn (które dostarczał m.in. na targowisko do Grodziska Maz.), a także własna elektrownia, uniezależniająca od zewnętrznych dostaw energii, oparta na wyremontowanej turbinie.